# Neoklasszikus metal
A neoklasszikus metal a heavy metal zene egyik alműfaja. Jellemzője, hogy a heavy metal mellett nagymértékben merít a komolyzenéből is. A neoklasszikus metalt játszó előadók rendre képzett zenészek, a stílus megköveteli a magas szintű technikai tudást, illetve nem hasonlít egyáltalán a klasszikus neo-metál műfajhoz. A neoklasszikus metal létrejöttét a szakértők többsége Yngwie Malmsteen felbukkanásához köti,
aki a 80-as évek elején vált népszerűvé újszerű gitárjátékával. Stílusában a heavy metalt komolyzenei (elsősorban barokk) elemekkel ötvözte, olyan technikákat használva, melyek korábban szintén a klasszikus zenében voltak elterjedtebbek (arpeggio, ellenpontozás).
Ezzel az új szemlélettel egy egész gitárosgeneráció indult útjára az 1980-as évek közepén, nagyrészt instrumentális albumokat készítve.
A neoklasszikus metallal, mint önálló zenei stílussal csak ritkán definiálnak zenekarokat, legtöbbször úgy hivatkoznak rá, mint az európai stílusú power metal egyik fontos elemére. Ezért sok szakember inkább zenei koncepcióról, felfogásról beszél a neoklasszikus metallal kapcsolatban, mintsem önálló zenei stílusról.

## Definíció és történet
A neoklasszikus metal onnan kapta a nevét, hogy a stílus előadói nagymértékben merítenek a klasszikus zeneszerzők örökségéből. A neoklasszikus metal nem korlátozza magát a klasszikus zene egy meghatározott korszakára, hiszen mind a barokk, mind a reneszánsz korból erőteljesen merít.
Vivaldi, Händel és Bach zenéje nagymértékben befolyásolta, a műfaj keresztapjaként is számon tartott Yngwie J. Malmsteent.
Fontos hatásként említhető a hegedű virtuózaként számon tartott Niccolò Paganini munkássága is, akinek játéktechnikája nagymértékben megihlette a Yngwie Malmsteen nyomában felbukkanó gitárosgeneráció néhány képviselőjét. Ennek megfelelően Paganini 24th caprice című műve számos feldolgozást ért meg az évek során.

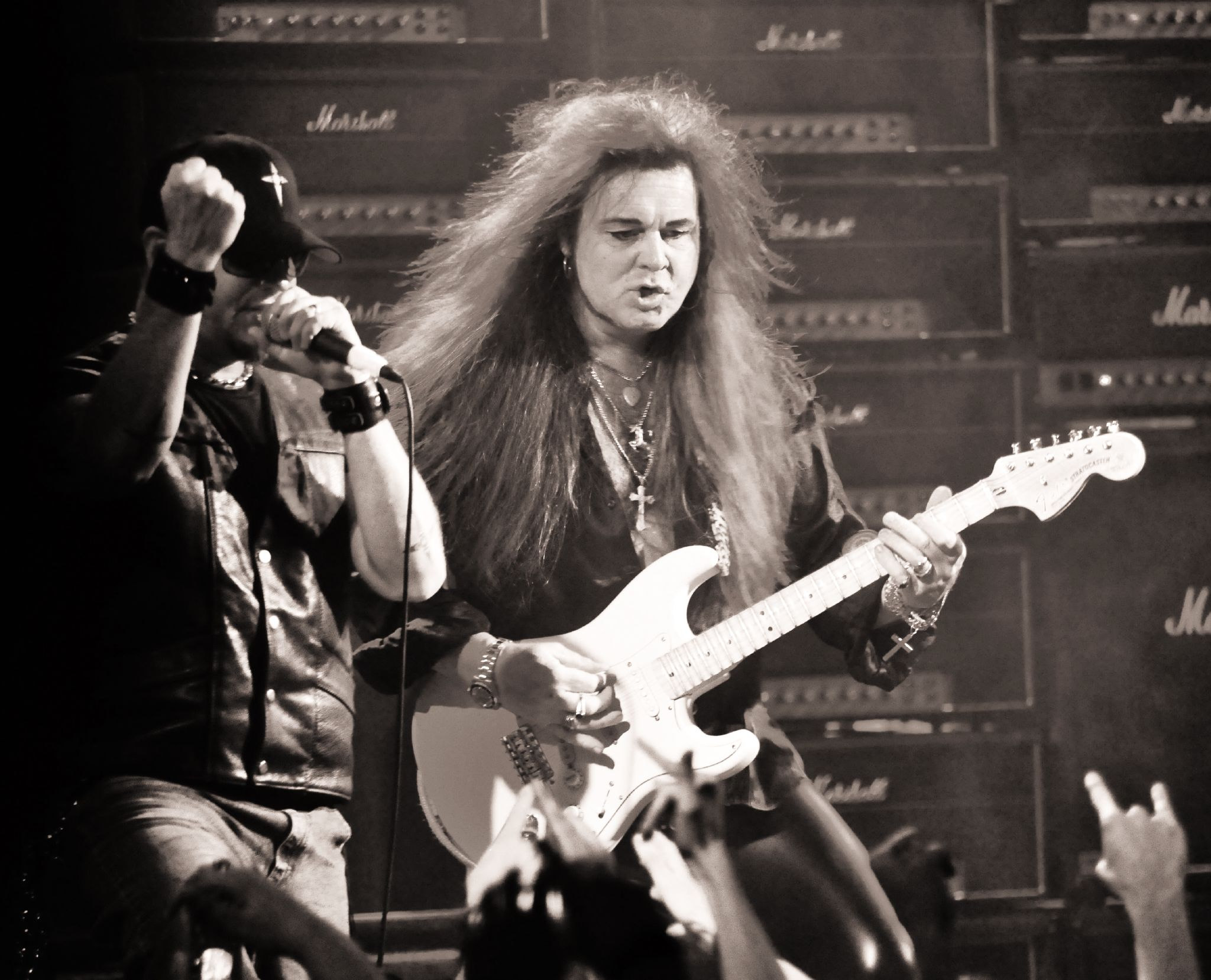
Yngwie Malmsteen nevéhez köthető a neoklasszikus metal, mint önálló zenei műfaj létrejötte

A neoklasszikus metal, mint önálló műfaj az 1980-as évek elején, illetve közepén jött létre, de a stílus gyökerei egészen az 1970-es évekig visszanyúlnak. A műfaj legkorábbi előfutáraként Ritchie Blackmore gitáros nevét említik, aki játékában előszeretettel használt komolyzenei skálákat, az 1970-es évekre jellemző blues pentaton skálák mellett. Fontos megemlíteni Uli Jon Roth és Randy Rhoads nevét, akik szintén merítettek a komolyzenéből, az 1970-es évek végén, illetve az 1980-as évek legelején.
Emellett az 1970-es években a komolyzene és a rockzene házasításában nagy szerepe volt még Keith Emersonnak és Rick Wakemannek is.
A rock illetve heavy metal gitározás látványos fejlődésen ment keresztül az 1960-as évek végétől az 1980-as évek közepéig. A neoklasszikus metal stílus létrejöttével és Yngwie Malmsteen felbukkanásával nagy hangsúly került a sebességre és a technikai képzettségre. Gyakorlatilag a modern gitártechnikák mindegyike ebben az időszakban terjedt el és vált széles körben is népszerűvé.
Az ekkor felbukkant gitárosok nagy része előszeretettel nyúlt olyan klasszikus zeneszerzők munkásságához, mint Niccolò Paganini vagy Frédéric Chopin. A nagyrészt instrumentális lemezeket készítő gitárosok száma az 1980-as évek közepétől kezdett el szaporodni, így ezen korszak gitárosait gyakran a „shredder” jelzővel illetik, mely kifejezésből a shred szó a gyors gitárjátékra utal. Mike Varney kifejezetten ezen gitárosokat támogatandó hozta létre, a Shrapnel Records lemezcéget. A legtöbb instrumentális gitárlemezt az 1980-as években a Shrapnel adta ki, kínálatukban olyan nevek szerepeltek, mint Tony MacAlpine, Vinnie Moore, Paul Gilbert, Joey Tafolla, David T. Chastain, Jason Becker, Chris Impellitteri, és Marty Friedman.
Az 1990-es évekre a neoklasszikus metal elveszítette népszerűségét, az instrumentális gitárlemezek száma pedig megsem közelítette az előző évtizedben kitermelt mennyiséget. A műfaj egyértelműen mellőzötté vált, bár ekkor is készültek lemezek, többek között Michael Angelo Batio, Joe Stump, vagy például Vitalij Kuprij által. Az 1990-es évek második felében egyre népszerűbbé váló európai power metal zenekarok nagymértékben merítettek Yngwie Malmsteen zenéjéből is, így az évtized végére egyre több metal együttes kezdett el komolyzenei dallamívekkel, harmóniákkal dolgozni. Ide sorolható a Symphony X, Stratovarius, Artension, Narnia, Rhapsody of Fire, Time Requiem, Trans-Siberian Orchestra, At Vance, Adagio, Dark Moor. A komolyzenei hatások olyan extrémebb hangzású zenekaroknál is megjelentek, mint az Emperor, vagy az Arcturus, de ide sorolhatóak a neoklasszikus gitártémákat felvonultató Necrophagist, Fleshgod Apocalypse, Children of Bodom, Protest the Hero és The Human Abstract zenekarok is.

## Fordítás
- Ez a szócikk részben vagy egészben  a   Neo-classical metal című angol Wikipédia-szócikk fordításán alapul.  Az eredeti cikk szerkesztőit annak laptörténete sorolja fel. Ez a jelzés csupán a megfogalmazás eredetét és a szerzői jogokat jelzi, nem szolgál a cikkben szereplő információk forrásmegjelöléseként.